# Мурзасіхле
Мурзасіхле (пол. Murzasichle) — село в Польщі, у гміні Поронін Татранського повіту Малопольського воєводства.
Населення — 1415 осіб (2011).
У 1975-1998 роках село належало до Новосондецького воєводства.

## Демографія
Демографічна структура станом на 31 березня 2011 року:
|          | Загалом | Допрацездатний вік | Працездатний вік | Постпрацездатний вік |
| -------- | ------- | ------------------ | ---------------- | -------------------- |
| Чоловіки | 708     | 181                | 466              | 61                   |
| Жінки    | 707     | 169                | 411              | 127                  |
| Разом    | 1415    | 350                | 877              | 188                  |